# Umberto Zimelli
Umberto Zimelli (Forlì, 4 maggio 1898 – Milano, 6 novembre 1972) è stato uno scenografo, illustratore, pittore e ceramista italiano.

## Biografia
Artista poliedrico di famiglia borghese, visse gran parte della sua vita a Milano. Si diplomò alla Scuola d'arte di Forlì e frequentò l'Accademia di Belle Arti di Ravenna dove fu allievo di Giovanni Guerrini. Nel 1920 fu tra i fondatori del Cenacolo artistico forlivese a cui parteciparono anche Pietro Angelini (1888-1977), Bernardino Boifava (1888-1954), Leonida Brunetti (1896-1970), Maceo Casadei (1899-1992), Francesco Olivucci (1899-1985), Pio Rossi (1890-1969), Carlo Stanghellini (1901-1956). Nello stesso periodo iniziò a realizzare illustrazioni e copertine per la rivista di tradizioni romagnole La Piè fondata da Aldo Spallicci, nel 1921 espose per la prima volta oli, tempere e disegni al Lyceum di Milano, quindi si dedicò alla ceramica soggiornando a lungo nell'Isola Bella sul Lago Maggiore dove fondò la Fabbrica di Ceramiche Artistiche, esempio di una vastissima attività artigianale nel campo delle arti decorative.
Nel 1924 si trasferì a Milano dove insegnò decorazione alla scuola professionale Mantegazza di Milano (dal 1927 al 1933), quindi disegno professionale e composizione decorativa nelle scuole della società Umanitaria di Milano (dal 1932 al 1943) e disegno, composizione decorativa e ferro battuto all'Istituto superiore per le industrie artistiche nella Villa Reale di Monza (dal 1933 al 1943). Negli anni venti espose alle Biennali di arti decorative alla Villa Reale di Monza e in seguito a diverse edizioni della Triennale di Milano. Realizzò per l'ENIT di Roma carte gastronomiche dell'Italia, carte dei vini e dei costumi tradizionali. Curò cataloghi, pieghevoli pubblicitari e allestimenti per la fiera campionaria di Milano per Falck, Roche Medicinali, Snia Viscosa. Illustrò copertine per vari editori, da Vallardi a Treves, da Zanichelli a Mondadori, anche per il Touring Club Italiano. Ampliò i suoi interessi, dall’oreficeria alla scultura in avorio, dal mosaico ai giocattoli artistici e alla scenografia. Gran parte del suo lavoro lo dedicò al teatro, la prima sceneggiatura a cui si dedicò fu nel 1929 Il mistero di Persefone di Ettore Romagnoli.  
Nel secondo dopoguerra abbandonò l'insegnamento e nel 1957 diventò Direttore della Delegazione lombarda dell’ENAPI (Ente Nazionale Artigianato e Piccole Industrie), incarico che mantenne sino al 1967. Fondò una propria manifattura a Milano, continuò a illustrare copertine e articoli per riviste come La Piè e Quattroruote e a realizzare inserti pubblicitari per Pavesi, Pibigas, Galbani, Bemberg e Durban's. Creò anche il marchio della Lama Bolzano e disegnò le bustine per le lamette.
Rimase sempre legato alla Romagna. Donò al Museo Internazionale delle Ceramiche di Faenza numerose ceramiche popolari, raccolte in diverse regioni italiane nel corso degli anni. Altro materiale fu donato alla Biblioteca Manfrediana di Faenza, arricchendo il fondo del Novecento Italiano in cui sono presenti opere di Domenico Rambelli, Francesco Nonni, Ercole Drei, Giovanni Guerrini, Leonardo Castellani. Nel 1999 la città di Forlì lo ricordò con una mostra allestita a palazzo Albertini e illustrata da un ricco catalogo con testi di Pietro Lenzini e Rosanna Ricci. 

## Opere
- Umberto Zimelli, Giovanni Vergerio, Il ferro battuto, Milano, Fratelli Fabbri, 1966.